# Семіскуль
Семіску́ль (рос. Семискуль) — присілок у складі Армізонського району Тюменської області, Росія.
Населення — 160 осіб (2010, 159 у 2002).
Національний склад станом на 2002 рік:
- росіяни — 87 %